# 皮尔甘杰乌帕齐拉 (塔古尔冈县)
皮尔甘杰是孟加拉国的一个乌帕齐拉，位于朗布尔专区的塔古尔冈县。

## 地理
皮尔甘杰乌帕齐拉的坐标为25°51′15″N 88°22′00″E / 25.8542°N 88.3667°E，总面积353.3平方公里。

## 人口
据1991孟加拉国人口普查，皮尔甘杰共有35912户人家，总计183292人口，其中男性占比51.69%，女性占比48.31%，成年人口为92296，该地7岁以上人口之平均识字率为29.3%，低于全国平均水平（32.4%）。